# Caligo euphorbus
Caligo euphorbus är en fjärilsart som beskrevs av Felder 1862. Caligo euphorbus ingår i släktet Caligo och familjen praktfjärilar. Inga underarter finns listade i Catalogue of Life.